# Akilleshäl

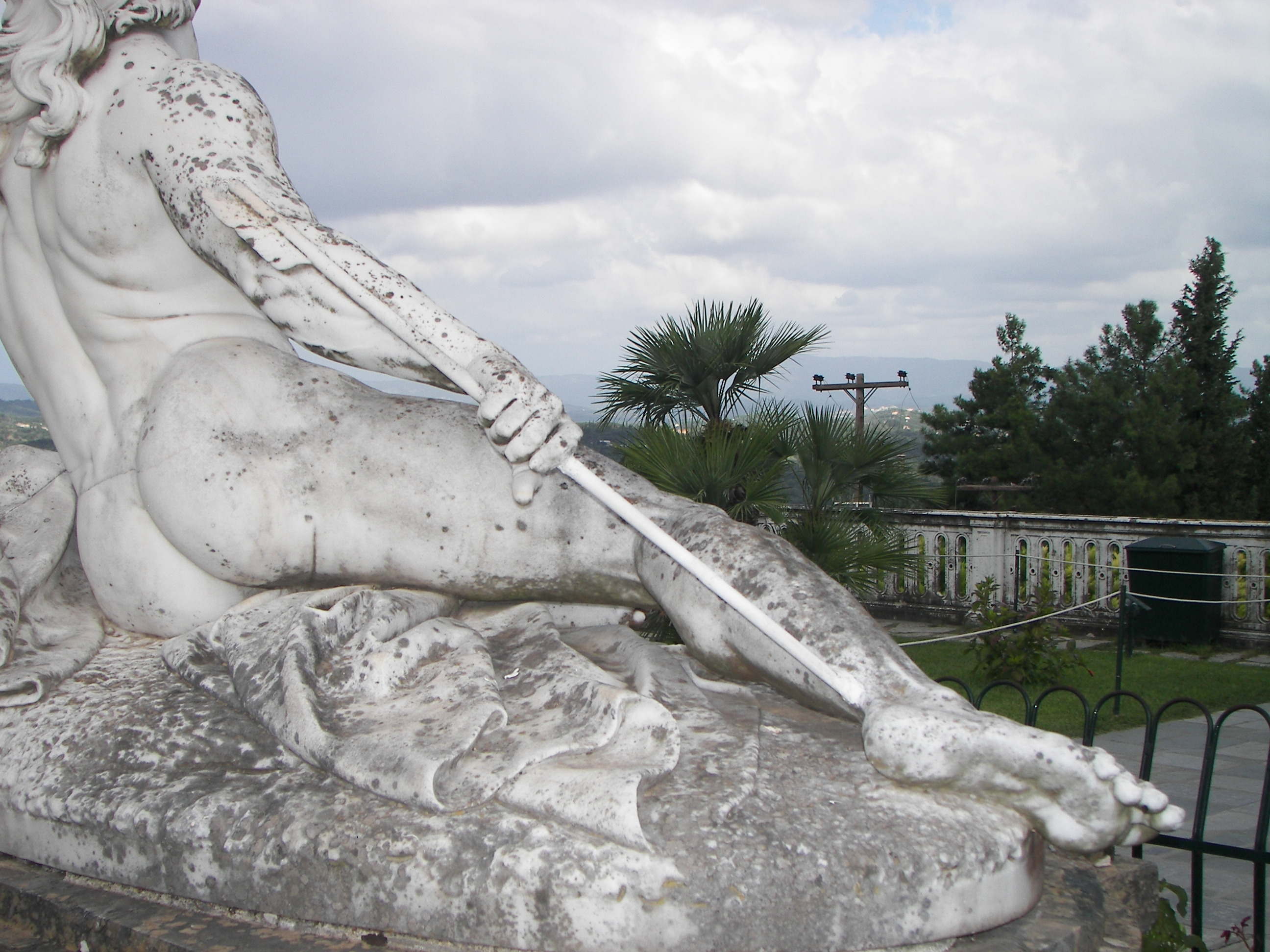
Staty av döende Akilles på Korfu

Akilleshäl används som uttryck för ett sårbart ställe eller någons svaga punkt. Till exempel: "det är hans akilleshäl" som betyder "det är hans svaga punkt".
Uttrycket syftar på Akilles som enligt grekisk mytologi doppades i floden Styx av sin mor, gudinnan Thetis, för att bli osårbar. Detta gjorde hon för att skydda Akilles mot en spådom som sade att hans skulle dö ung. Eftersom Thetis höll sin son i hälen, som då inte doppades i vattnet, blev det den enda punkt på kroppen som inte blev osårbar. Akilles trojanske motståndare prins Paris sköt under trojanska kriget en förmodligen förgiftad pil i Akilles häl så att Akilles dog.
I Homeros Iliaden omnämns inte detta och Akilles lever fortfarande när Iliaden slutar. I Vergilius  epos Aeneiden sköt Paris den dödande pilen mot hälen, men det framgår inte att Akilles skulle varit osårbar i övrigt. I Publius Papinius Statius ofullbordade epos Achilleiden från första århundradet e.Kr. finns historien beskriven. Inte förrän på 1800-talet finns belägg för att uttrycket akilleshäl använts som metafor för "svag punkt"  i skrift.